# Waktapur
Waktapur fou un petit estat tributari protegit del grup de Sankheda Mehwas, a l'agència de Rewa Kantha, presidència de Bombai. Tenia una superfície de 4 km² i hi havia tres propietaris tributaris separats que portaven el títol de rawal. Els ingressos s'estimaven en 66 lliures i el tribut era de 15 lliures que es pagaven al Gaikwar de Baroda.